# 北ビスマルクプレート

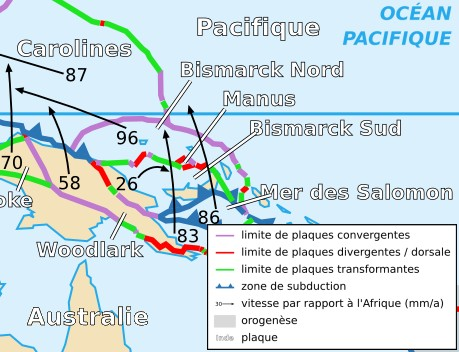
北ビスマルクプレート (Bismarck Nord (仏語)) の部分

北ビスマルクプレート(North Bismarck Plate（英語）)は、ビスマルク海周辺に位置する小規模な構造プレートで、ニューギニア島の北東海岸と接している。北側で太平洋プレートとカロライナプレートと接している。西側ではニューギニア島のウッドラークプレートの下に沈みこんでいて、南ビスマルクプレートとは発散境界によって隔てられている。若干の地震活動が確認されている。